# Минасян, Артур Сергеевич
Арту́р Серге́евич Минася́н (арм. Արթուր Սերգեյի Մինասյան; 9 августа 1978, Ереван, Армянская ССР, СССР) — армянский футболист, полузащитник.

## Клубная карьера
Финалист Суперкубка Армении 1997 года.
В начале 2009 года Минасян подписал контракт с «Киликией» на 2.5 года. Однако после окончания сезона 2010 года стороны, по обоюдному согласию, расторгли контракт.

## Карьера в сборной
Период выступлений Минасяна за национальную команду Армении пришёлся на стыки веков. Дебютный матч состоялся 9 октября 1999 года в столице Андорры против одноимённой сборной команды. Минасян вышел на 78-й минуте матча заменив Армена Шахгельдяна. Матч закончился со счётом 3:0. Единственный мяч за национальную сборную Минасян забил в матче против Сборной Узбекистана, на 79-й минуте. Итог встречи 2:0.

## Достижения
«Ереван»
- Бронзовый призёр чемпионата Армении (2): 1995/96, 1998

«Лозанна»
- Обладатель Кубка Швейцарии: 1998/99
- Финалист Кубка Швейцарии: 1999/00

«Арарат» (Ереван)
- Серебряный призёр чемпионата Армении (2): 1996/97, 2008
- Обладатель Кубка Армении (2): 1996/97, 2008

«Бананц»
- Бронзовый призёр чемпионата Армении: 2002
- Финалист Кубка Армении: 2004

«Пюник»
- Чемпион Армении: 2003